# Klaus (Sankt Wolfgang)
Der Weiler Klaus ist ein Gemeindeteil  von St. Wolfgang im oberbayerischen Landkreis Erding. Bis 1971 gehörte er zur damaligen Gemeinde Jeßling.

## Geographie
Der Ort liegt auf der Gemarkung Jeßling südöstlich des Gemeindehauptortes am rechten Talhang der Goldach an der Kreisstraße ED 21.

## Geschichte
Die Entstehungszeit des Ortes ist unbekannt, seit der Gründung der Grafschaft Haag gehörte der Weiler zum Amt Schwindau. Klaus hatte einstmals eine Filialkirche der Pfarrei St. Wolfgang. Man vermutet, dass sie im Verlauf der Gotik entstanden ist. Der Ort bestand im Jahr 1600 aus vier Höfen, einen davon führte der Mesner. In Folge der Säkularisation wurde die Kirche St. Stephan als entbehrlich erklärt und zum Abbruch angeboten. Die Bevölkerung und der St. Wolfganger Pfarrer Schöffmann versuchten beim Ordinariat in Freising Einspruch zu erheben, was aber nichts nutzte. Am 22. Mai 1813 wurde vom Rentamt Haag das endgültige Urteil gesprochen und im November 1820 wurde die wohl stattliche Kirche mit drei Altären abgebrochen. Wenige Jahre später wurde 30 Meter südöstlich eine kleine Feldkapelle errichtet, die mit sechs geretteten Kragsteinen aus der Kirche versehen wurde. Das in der Sankt Wolfganger Pfarrkirche befindliche Weihnachtsbild soll aus der Stephanskirche stammen.

Blick von Hohmannsberg auf Klaus

Im Jahr 1818 kam der Ort zur neugebildeten Gemeinde Jeßling. Bis zu deren Auflösung im Jahre 1971 fand ein großer Teil der Gemeinderatssitzungen im Gasthaus Beim Wirt in der Klaus statt, was für die meisten Gemeindebewohner einen langen Fußweg bedeutete, da Klaus am südwestlichen Rand des Gemeindegebietes lag.

## Feldkapelle St. Stephan
Der denkmalgeschützte Sakralbau ist etwa 160 cm breit, 220 cm lang und knapp 200 cm hoch. Der westlich gerichtete Bau besitzt eine Mensa ohne Altaraufbau.
An den Längswänden und den westlichen Ecken sind die sechs Kragsteine in die Wände eingelassen, sie zeigen – in stilistischen Zusammenhang mit der
Lappacher Remigiuskirche – vier männliche bärtige Köpfe mit Hauben und zwei weibliche ohne Bedeckung. Im Jahr 1983 wurde die Feldkapelle renoviert.

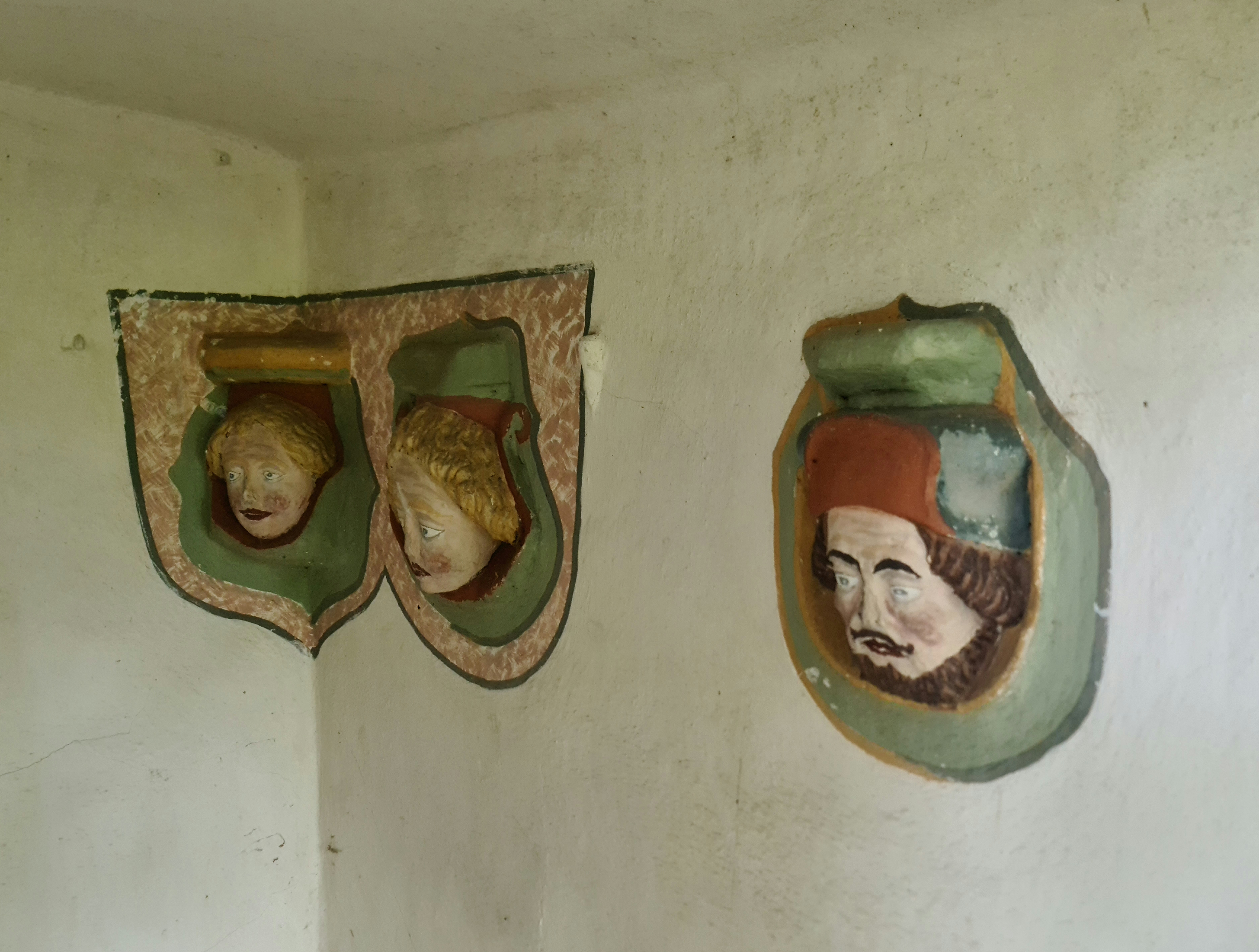
3 der Kragsteine aus der Filialkirche